# Wilhelm Peters
Wilhelm Karl Hartwich Peters (ur. 22 kwietnia 1815 w Koldenbüttel, zm. 20 kwietnia 1883 w Berlinie) – niemiecki przyrodnik i odkrywca.

## Życiorys
Peters był asystentem Johannesa Petera Müllera, a później kustoszem Muzeum Historii Naturalnej w Berlinie. W październiku 1842 podróżował do Mozambiku przez Angolę. Wrócił do Berlina z olbrzymią kolekcją okazów z zakresu historii naturalnej. Napisał Naturwissenschaftliche Reise nach Mossambique... in den Jahren 1842 bis 1848 ausgeführt (1852–82). Praca była kompleksowa w swoim zakresie, dotyczyła ssaków, ptaków, gadów, płazów, ryb rzecznych, owadów i botaniki. Zastąpił Martina Lichtensteina jako kustosza muzeum w 1858, a w tym samym roku został wybrany na zagranicznego członka Królewskiej Szwedzkiej Akademii Nauk. W ciągu kilku lat znacznie powiększył zbiór herpetologiczny Muzeum Berlińskiego do rozmiarów porównywalnych z paryskim i londyńskim. Głównym zainteresowaniem Petersa była herpetologia, w wyniku czego opisał 122 nowe rodzaje i 649 gatunków z całego świata.